# Georges Docquois
Georges Docquois (* 21. Juni 1863 in Boulogne-sur-Mer, Département Pas-de-Calais; † 12. März 1927 in Orgeval, Département Yvelines) war ein französischer Schriftsteller.
Der Sohn des Komponisten Antoine Docquois gründete 1880 mit seinen Freunden Jules Huret, Max Jasinski und Eugène Tardieu die Association littéraire et artistique de la Jeunesse, die drei Jahre lang eine Revue herausgab. Nach einer Zeit als Schauspieler in der Provinz wurde er Sekretär von Fernand Xau, dem Gründer der Zeitschrift Journal, für die er literarische Reportagen verfasste. Weiterhin veröffentlichte er Kritiken, Novellen und Verserzählungen in den Zeitschriften Écho de Paris, Gil Blas und Le Figaro.
Die Aufführung seiner Revue Paris sur le pont (ab 1892 am Théâtre-Libre Mélie, ab 1895 am Tréteau de Tabarin) brachte ihm das Lob von Catulle Mendès. 1923 gründete er mit Georges Geiger, Gabriel de Lautrec und René Dubreuil die Académie de l'Humour, deren Präsident er wurde.
Neben einer Anzahl von Dramen verfasste Docquois literarische Dokumentationen, Novellen, Erzählungen in Versen und Prosa sowie Gedichte.

## Werke
Bearbeitungen
- Après l'opéra. Drame en 2 actes et 3 tableaux. Stock, Paris 1908 (nach einer Erzählung von Jean Reibrach).
- Compliment de la Parisienne. Lemerre, Paris 1897 (nach François Coppée).
- Mélie. Pièce en 1 Acte. Bibliothèque de l'Art social, Paris 1894 (nach Jean Reibrach).
- La rôtisserie de la reine Pédauque. Comédie lyrique en 4 actes et 5 tableaux. Calmann-Lévy, Paris 1920 (frei nach Anatole France’ Roman Die Bratküche zur Königin Pedauque).

Prosa
- L'armoire aux bonshommes. Paris 1899.
- L'automab-Iliade. Récit heroïque-comique du raid Pékin-Paris, juin-août 1907. Juven, Paris 1907 (thematisiert das Autorennen Peking-Paris).
- Bêtes et gens de lettres. Flammarion, Paris 1895.
- Ce qui plaît aux dames. Paris 1914.
- La cendre rouge. Poèmes. Fasquelle, Paris 1914.
- Ces dames de l'hôpital 336. Michel, Paris 1917.
- La chair innocente. L'enfant du viol boche. Michel, Paris 1917.
- La confession légère. Michel, Paris 1917.
- Drôles de gens. Paris 1910.
- Guillaume en vers et contre tous. Épigrammes et récits. Lemerre, Paris 1916.
- Les minutes libertines. Cent contes en vers. Fasquelle, Paris 1904.
- Le plaisir des nuits et des jours. Contes en vers. Fasquelle, Paris 1907.
- Le petit Dieu tout nu. Contes en vers. Fasquelle, Paris 1908.
- La petite flûte. Odelettes parisiennes. Fasquelles, Paris 1909.
- Le poème sans nom. Fasquelle, Paris 1919.
- L'union tragique. Fasquelle, Paris 1908.
- Valentine, rue des Dames. Michel, Paris 1916.

Revuen und andere Stücke
- Avant la fin du jour. Comédie en 1 acte. Menus-Plaisir, Paris 1895.
- La cure de César. Saynète. Stock, Paris 1900 (zusammen mit Emile Codey).
- Cuisinière d'Amérique. Comédie en 1 acte pour jeunes filles. Maison de la bonne chanson, Paris 1911 (zusammen mit Emile Codey).
- La demande. Pièce en 1 acte. Ollendorff, Paris 1895 (zusammen mit Jules Renard).
- Le facteur bien noté. Comédie en 1 acte. Stock, Paris 1898 (zusammen mit Emile Marchais).
- Le Ghoung. Pièce en 1 acte. Stock, Paris 1908 (zusammen mit Jules Poignard).
- J'ai fait la connaissance d'un homme charmant. Stock, Paris 1897.
- Leur régime. Drama. Stock, Paris 1897.
- Lucas s'en va-t-aux Indes. Farce tabarinique en 1 acte. Stock, Paris 1905.
- Mlle Bigarot n'y tient pas, ou Allons à l'Athénée. Vaudeville en 1 acte. Librairie théâtrale, Paris 1899 (zusammen mit Félix Cresson).
- On demande un jeune ménage. Comédie ie en 1 acte. Stock, Paris 1898 (zusammen mit Emile Marchais).
- Pantomime de poche. Stock, Paris 1897.
- Paris sur la route. Revue en 1 acte. Ollendorff, Paris 1898 (zusammen mit Lucien Métivet).
- Paris sur le pont. Revue tabarinique. Tréteau de Tabarin, Paris 1895 (Musaik von Georges Charton).
- Le peigne. Comédie en 1 acte. Stock, Paris 1902 (zusammen mit Paul Acker).
- Le petit champ. Farce tabarinique. Stock, Paris 1896.
- La petite maison. Opéra-comique en 3 actes. Choudens, Paris 1903(zusammen mit Alexandre Bisson, Musik von William Chaument).
- Le pont aux ânes. Farce en 1 acte. Stock, Paris 1897.
- Quand on l'est ... saynète. Stock, Paris 1897 (zusammen mit Emile Codey).
- Le renoncement. Drame en 1 acte. Stock, Paris 1903.
- Rue Saint-Thomas-du-Louvre. Comédie en 1 acte. Fasquelle, Paris 1905.
- Les Taupier reçoivent. Comédie. Stock, Paris 1898 (zusammen mit Emile Codey).
- Le tour de Ninon. Comédie en 1 acte. Stock, Paris 1907.
- Voyageur. Comédie en 1 acte. Stock, Paris 1901 (zusammen mit Emile Codey).
- Voyageuse. Saynète. Stock, Paris 1897 (zusammen mit Emile Codey).

Sachbücher
- Le Congrès des poètes, Août 1894. Bibliothèque de la Plume, Paris 1894.

| Personendaten    | Personendaten                |
| ---------------- | ---------------------------- |
| NAME             | Docquois, Georges            |
| KURZBESCHREIBUNG | französischer Schriftsteller |
| GEBURTSDATUM     | 21. Juni 1863                |
| GEBURTSORT       | Boulogne-sur-Mer             |
| STERBEDATUM      | 12. März 1927                |
| STERBEORT        | Orgeval                      |